# Comuna Mîhailivka, Korosten
Mîhailivka (în ucraineană Михайлівська сільська рада) este o comună în raionul Korosten, regiunea Jîtomîr, Ucraina, formată din satele Mîhailivka (reședința) și Pleșcivka.

## Demografie
Componența lingvistică a comunei Mîhailivka
     Ucraineană (98,07%)
     Rusă (1,77%)
     Alte limbi (0,08%)
Conform recensământului din 2001, majoritatea populației comunei Mîhailivka era vorbitoare de ucraineană (98,07%), existând în minoritate și vorbitori de rusă (1,77%).